# 很久沒有敬我了妳
《很久沒有敬我了妳》（英語：Kara-Orchestra），是一部於2015年上映的音樂歌舞電影。由戴立忍、加藤侑紀、安歆澐、馬念先領銜主演。台灣於2015年1月23日上映。

## 演員陣容
| 演員姓名 | 角色名稱 | 介紹                                                                                        |
| 戴立忍   | 童人多   | NPO首席                                                                                     |
| 加藤侑紀 | 封或芸   | 國際新人獎得主，NPO新任藝術總監，母親Hana，劇情後段揭曉母父為森健三郎。（聲音表演：潘之敏） |
| 安歆澐   | 莎雅     |                                                                                             |
| 馬念先   | 馬頭仙   | 豎琴家                                                                                      |

### 其他演員
| 演員姓名     | 角色名稱         | 備註                                       |
| 蔡振南       | 張三郎           | NPO原任董事長                              |
| 胡德夫       | Kimbo            |                                            |
| 南王姐妹花   | 姆婭、阿花、秀秀 | 徐美花、李諭芹、陳惠琴                     |
| 紀曉君       | 沙敏岸           |                                            |
| 昊恩         | 地陸             | 地下電台主持人                             |
| 曾志瑋       | 達力辛           |                                            |
| 文傑格達德班 | 烏嘎             |                                            |
| 北村豐晴     | 真鍋幹九         |                                            |
| 姚安琪       | Lily             | 警察                                       |
| 范宗沛       | 何必來           | 大提琴家                                   |
| 墨海門       | 陌上霜           | Jaime Esteban Negrete Rivera               |
| 巴奈         | 車站歌手         | 與 依斯坦達霍松安那布 在車站與童人多打招呼 |
| 王丹         | 王董             | NPO新董座                                  |
| 柯一正       | 童人多父親       | 妻子或為日裔，延請Hana作保姆               |
| 馮光遠       | 樂評人右         |                                            |
| 郭強生       | 樂評人中         |                                            |
| 阮慶岳       | 樂評人左         |                                            |
| 林文義       | 伍賜山           | 角頭文化製作人                             |

## 電影歌曲
| 曲別   | 歌名       | 演唱者        | 作詞   | 作曲   | 備註               |
| 主題曲 | 美麗的稻穗 | 陳建年 (歌手) | 陸森寶 | 陸森寶 | 陳建年為陸森寶外孫 |
| 插曲   | 白米酒     | 紀曉君        |        |        |                    |
| 插曲   | 小鬼湖之戀 | 安歆澐        |        |        |                    |

## 工作人員
- 製片人：張四十三
- 導演：吳米森
- 編劇：吳米森
- 共同編劇：陸欣芷、張四十三
- 故事：張四十三、簡文彬、鄭捷任、吳米森、昊恩、陳伯任
- 製作公司：牽猴子整合行銷
- 出品人：陳玉華、張四十三

## 外部連結
- 很久沒有敬我了妳的Facebook專頁